# Andreas Aabel
Andreas Aabel, född 21 februari 1911 i Kristiania (nuvarande Oslo), död där 29 december 1948, var en norsk skådespelare, revyförfattare och översättare.
Aabel var son till skådespelarna Hauk Aabel (1869–1961) och Svanhild Johannessen (1882–1971). Han var bror till skådespelaren Per Aabel (1902–1999). Andreas Aabel var från 1936 gift med Ellen Johanne Didriksen (1911–2001).
Andreas Aabel tog 1929 examen artium på latinlinjen vid Riis skola i dåvarande Aker. I januari 1930 debuterade han vid Centralteatret i Gustav Essmanns komedi Den kjære familie. Åren 1931–1934 var han vid Den Nationale Scene och 1934–1942 vid Nationalteatret. Vid den senare ärvde han ofta sin fars roller, som Henrik Meisel i Den spanska flugan och fångvaktaren i Flaggermusen. Han gjorde även roller som Rikard i Johan Borgens Kontorsjef Lie och Egil i Finn Bøs I moralens navn. Med sin muntra och ironiska framställning spelade han också roller som Jakob i Ludvig Holbergs Erasmus Montanus och Jesper i Johan Herman Wessels Kierlighed uden strømper.
Från 1942 spelade Aabel revy vid Edderkoppen Teater och Chat Noir. På Chat Noir var han även medförfattare till tio revyer och 1944 var han tillsammans med Einar Sissener librettoansvarig för den norska operetten Tre gamle jomfruer. Från 1946 verkade han vid Det Nye Teater som karaktärsskådespelare och spelade bland annat i J. B. Priestleys Helt siden paradiset och i Ernst Orvils Rødt lys. Från 1938 till sin död var han fast medarbetare i NRK där han blev populär i barnprogrammet Truls of Oskar. En annan av Aabels populära figurer var sportfantasten Myrbråtan.
Vi sidan av teatern gjorde Aabel fem filmroller mellan 1932 och 1948. Han debuterade i Prinsessen som ingen kunne målbinde och i 1933 års Jeppe på bjerget spelade han mot sin far. Han gjorde sin sista filmroll som fänriken Kasper Idland i Kampen om atombomben (1948).
Aabel framförde ofta självskrivna texter och översatte flera böcker och skådespel. Han avled 1948 av en halsinfektion.

## Filmografi
- 1932 – Prinsessen som ingen kunne målbinde – Espen Askeladd
- 1933 – Jeppe på bjerget – en skomakarlärling
- 1938 – Bør Børson jr. – O.G. Hansen
- 1946 – Et spøkelse forelsker seg – ett spöke
- 1948 – Kampen om atombomben – Kasper Idland, fänrik